# Sisinio Zito
Sisinio Zito (Condofuri, 15 aprile 1936 – Roccella Ionica, 6 luglio 2016) è stato un politico italiano.

## Biografia
Esponente del Partito Socialista Italiano, fece parte del Senato della Repubblica dal 1976 (con 40 anni fu il più giovane senatore della VII Legislatura) fino al 1994.
Ha ricoperto anche il ruolo di sottosegretario al lavoro, di sottosegretario alla Pubblica istruzione e di sottosegretario all’Industria e commercio.
Successivamente è sindaco di Roccella Jonica dal 1999 al 2009, in tale anno viene poi eletto consigliere comunale per una lista civica con 259 voti di preferenza.
Fondatore del Roccella Festival Jazz, "negli anni '70, con Federico Coen, era stato l'anima della rivista (Mondoperaio), che allora conobbe la sua stagione più prestigiosa".